# Институт философии имени Григория Сковороды НАН Украины
Институт философии имени Григория Сковороды НАН Украины (укр. Інститут філософії імені Григорія Сковороди НАН України) — научно-исследовательский институт Отделения истории, философии и права НАН Украины.

## История
Институт философии был создан в составе АН УССР постановлением Совета министров СССР в ноябре 1946 года.
В 1950 — 1961 годах Институт философии опубликовал 7 томов «Научных записок», ряд монографий и научных статей.
С 1969 года издаётся научный журнал «Философская мысль» (укр. Філософська Думка)

## Директора института
- 1946—1952: Омельяновский М. Э.[1]
- 1952—1962: Острянин Д. Ф.[укр.][2]
- 1962—1968: Копнин П. В.[3]
- 1968—2001: Шинкарук, В. И.[4][5]
- 2001—2018: Попович М. В.[6]
- с 2018 года: Ермоленко А. Н.[укр.]

### Научные отделы
Первоначальное в институте было 4 отдела: диалектического материализма, исторического материализма, истории философии и общественной мысли на Украине и естествознания.
В 1958 году было создано отделение научного атеизма, а в 1960 — отделение этики и эстетики.
В 1963 году в институте произошла перестройка системы и введены тематические отделы философских проблем. Так на начало 1980-х годов в институте были следующие отделы:
- Отдел логики и научного познания
- Отдел диалектического материализма
- Отдел исторического материализма
- Отдел научного коммунизма
- Отдел философских проблем социальной философии
- Отдел конкретных социологических исследований
- Отдел эстетики
- Отдел вопросов естествознания
- Отдел научного атеизма
- Отдел истории философии и общественной мысли на Украине
- Отдел современной зарубежной философии
- Отдел социологических исследований социально-профессиональных ориентаций
- Отдел проблем национальных отношений и пролетарского интернационализма.

### Нынешняя система
Отделы
- Отдел логики и методологии науки
- Отдел философской антропологии
- Отдел философских проблем естествознания и экологии
- Отдел социальной философии
- Отдел философии культуры, этики и эстетики
- Отдел истории философии Украины
- Отдел истории зарубежной философии

Отделения
- Отделение религиоведения

### Институт сегодня
Институт философии является ведущим научным учреждением Украины по проведению исследований в области осевых вопросов философской науки, определяет и направляет основные направления философских работ, занимается подготовкой научных кадров через аспирантуру и докторантуру. В институте развились направления научных исследований, из которых выросли целые научные школы.
В рамках этих направлений осуществляются фундаментальные разработки в области логики, методологии и философии науки (Копнин П. В., Попович, М. В., С. Б. Крымский, Ишмуратов А. Т.)
Развернутые научные исследования философских проблем человека, условий возникновения и развития человеческого мировоззрения, человеческого мироощущения и мировосприятия, экзистенциальных измерений бытия человека (Шинкарук, В. И., Булатов М. О., Табачковский В. Г., Хамитов Н. В.)
Разрабатываются проблемы философии культуры, этики и эстетики, философии искусства (Иванов В. П., Быстрицкий Е. К., Мазепа В. И., Малахов В. А.)
Осуществляются исследования истории украинской и зарубежной философии. Изучаются неисследованные периоды, события и явления украинской культуры, философское наследие выдающихся мыслителей прошлого и современности. (Ничик В. М., Горский В. С., Стратий Я. М., Лях В. В.)
Кроме указанных направлений институт разрабатывает проблемы социальной философии, философские проблемы естествознания и экологии, религиоведения и т. п.